# Маслов, Николай Григорьевич
Николай Григорьевич Маслов (8 мая 1919, Нижний Нагольчик, Юг России — 6 января 1990, Курган) — советский партийный и государственный деятель, председатель Исполнительного комитета Курганского областного Совета депутатов трудящихся (апрель 1966 года — июнь 1973 года).

## Биография
Николай Григорьевич Маслов родился 8 мая 1919 года в семье шахтёра в посёлке Нижний Нагольчик (Алексеево-Нагольчик, Леоновский) Есауловской волости Таганрогского округа области Войска Донского. В то время территория была под контролем белогвардейских вооружённых сил Юга России Российского государства, ныне посёлок входит в Антрацитовский район Луганской Народной Республики Российской Федерации, но, по мнению Украины, входит в Антрацитовскую городскую общину (укр. Антрацитівська міська громада) Ровеньковского района Луганской области Украины.
В 1938—1942 годах учился в Азово-Черноморском сельскохозяйственном техникуме.
В 1942—1949 годах работал старшим агрономом в совхозах Сафакулевского, Лопатинского, Лебяжьевского и Петуховского районов.
В 1948 году вступил в ВКП(б), в 1952 году партия переименована в КПСС.
В 1949—1954 годах директор Камаганского совхоза Звериноголовского района.
В 1949 году избран депутатом Звериноголовского районного Совета депутатов трудящихся.
С 1954 года на партийной и советской работе. Избирался председателем исполкома Звериноголовского районного Совета депутатов трудящихся, руководил сельскохозяйственным отделом Курганского обкома КПСС.
В 1960 году окончил Высшую партийную школу при ЦК КПСС.
В 1960—1962 годах — первый секретарь Шадринского районного комитета КПСС.
В 1962—1966 гг. директор Курганского областного треста совхозов, начальник Курганского областного управления по производству и заготовкам сельскохозяйственных продуктов.
С декабря 1962 года по декабрь 1964 года — заместитель председателя исполкома Курганского сельского областного Совета депутатов трудящихся.
С декабря 1964 года по апрель 1966 года — первый заместитель председателя исполкома Курганского областного Совета депутатов трудящихся.
С апреля 1966 года по июнь 1973 года — председатель Исполнительного комитета Курганского областного Совета депутатов трудящихся X—XIII созывов.
Был делегатом XXII и XXIV съездов КПСС.
- Избирался депутатом Верховного Совета РСФСР VII (1967 г.) и VIII (1971 г.) созывов, по Шадринскому округу.
- Избирался депутатом Звериноголовского и Шадринского районных Советов.

Николай Григорьевич Маслов умер 6 января 1990 года. Похоронен на Новом Рябковском кладбище города Кургана Курганской области.

## Награды и звания
- Орден Октябрьской Революции, 1971 год
- Орден Трудового Красного Знамени, дважды: 1966 год, 1972 год
- Орден «Знак Почёта», 1957 год
- Медаль «За освоение целинных земель», 1956 год

## Семья
Жена Елена Августовна Маслова (8 мая 1916 — 15 июня 1985), врач Курганской городской больницы № 1, Заслуженный врач РСФСР (13 августа 1971).